# PBSUCCESS作戦
PBSUCCESS作戦（ピービーサクセスさくせん、英: Operation PBSUCCESS）は、アメリカ合衆国・中央情報局（CIA）が1954年に行ったグアテマラのハコボ・アルベンス・グスマン（西: Jacobo Árbenz Guzmán）政権に対する転覆計画である。この作戦が後のグアテマラ内戦に繋がった。「Operation PBSUCCESS」というのは、立案に当たって名付けられたコードネームで、本事件は1954年グアテマラクーデターともいう。

## 経過

### アルベンス政権の樹立
グアテマラでは独裁者ホルヘ・ウビコの専制政治が1944年に終わり、その後のフアン・ホセ・アレバロ政権の下で、当時の他の中米諸国にはない「進歩的」な雰囲気が漂っていた。元グアテマラ軍の大佐だったハコボ・アルベンス・グスマンは進歩的な軍人、国防大臣としてこの改革を横から支えていた。
1950年10月に大統領選挙で勝利し、1951年にアレバロの後を継いで大統領に就任したアルベンスは、グアテマラ共和国において前任者が行っていたポプリスモ的な政策をさらに進め、封建的大地主による大土地所有を廃し、農業資本主義経済を確立するための農地改革などの社会主義的な改革を推し進めた上に、大衆に対する識字運動、および虐げられていたマヤ系インディオの権利回復運動などの活動を行っていた。
こうした政策は「グアテマラ革命」と呼ばれるほど急進的なもので、ホルヘ・ウビコの独裁の下で長年虐げられていたグアテマラ国民の心を掴み、1953年アルベンスの所属する革命行動党は任期中初の国会選挙で圧勝した。

### アメリカ合衆国との対立
多くの国民からの支持を受けて政権を取ったアルベンス政権は、「農地改革」の一環として、1953年2月にグアテマラ国内にあるアメリカ合衆国の大手企業のUFCO（ユナイテッド・フルーツ社）の土地接収を発表した。この際にグアテマラ政府は同社に対してその土地評価額と同額の支払いを行ったものの、同社は強く反発した。そして、ワシントンD.C.でのロビー活動を進めるとともに、心理学者ジークムント・フロイトの甥でプロパガンダの大物コンサルタント（スピンドクター）として知られていたエドワード・バーネイズを顧問に招聘して、アメリカ合衆国国内の民意を打倒アルベンスに傾かせるための一大ネガティブ・キャンペーンを展開した。
世論の高まりとユナイテッド・フルーツ社の要請を受けたアイゼンハワー政権は、当時の冷戦下における中華人民共和国の成立や朝鮮戦争勃発などの世界情勢から、朝鮮半島やインドシナ半島のみならず、「アメリカの裏庭」と称された中米・カリブ海諸国が共産国化する懸念もあり、社会主義的な改革を推し進めたアルベンス政権を「容共的」で「脅威」であると分析していたCIAを中心にして、アルベンス政権に対する露骨な内政干渉と政権転覆計画の実施に乗り出した。

### アメリカ合衆国からの内政干渉

駐グアテマラアメリカ大使ジョン・ピュリフォイ

その後1953年10月には、過去にギリシャでの反共主義活動を支援し、保守派の結合を実現させ共産主義勢力を一掃させた実績もあるジョン・ピュリフォイがアメリカの駐グアテマラ大使として就任した。
その後ピュリフォイ大使は内外でアルベンス政権に対する批判を繰り広げたばかりか、反アルベンス派として知られた大地主のマリアン・ロペス・エラルテやグアテマラ軍内部の反アルベンス派への接触を行うなど、アルベンス政権打倒の姿勢を明確にした。また、このような一連の動きの裏で、アメリカ合衆国政府は反アルベンス派の兵士に破格の報酬を与えて秘密キャンプでの軍事訓練を開始した。
このように、アメリカ合衆国政府が反アルベンス派への軍事物資の供給を強化し活動を活発化したために、グアテマラ軍はこれに対抗して軍備の増強を図ろうとしてアメリカ合衆国企業に兵器の購入を打診したものの、アメリカ合衆国政府はこれを阻止しただけでなく兵器の禁輸措置を行った。このためにやむなくグアテマラが共産圏のチェコスロヴァキアからの兵器を輸入しようとしたが、この事実が1954年4月に明らかになると、ピュリフォイ大使はこれを「アルベンス政権の容共姿勢を象徴するもの」として大々的に批判し、アルベンス政権打倒に向けた一貫の行動を正当化する口実とした。
これらのアメリカ合衆国の露骨な内政干渉と政権打倒の姿勢を受けて、アルベンス政権もアメリカ人ジャーナリストの入国を拒否するなど対立姿勢を明確にすると、アルベンス政権とアメリカ合衆国との関係はもはや修復不可能なものとなり、1954年5月にグアテマラはアメリカ合衆国と断交するに至った。しかしピュリフォイ大使は公然とグアテマラ市内の大使公邸に居座り続け、反アルベンス派との接触を続けた。

### アルベンス政権崩壊

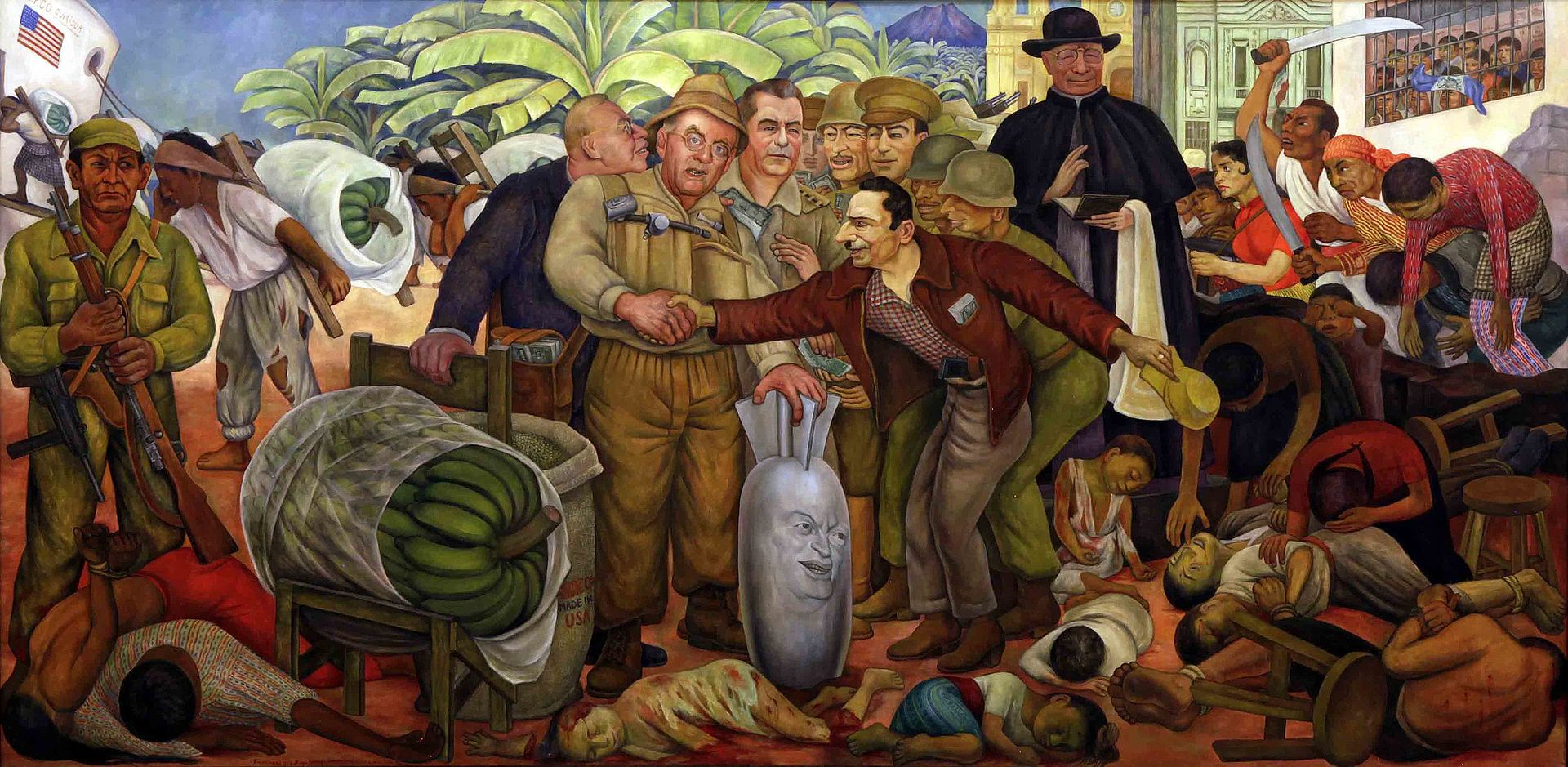
クーデターを描いたディエゴ・リベラ「輝かしき勝利」

1954年6月25日に、反アルベンス派の亡命グアテマラ人で、アメリカ合衆国政府およびCIAからの豊富な資金支援を受けたカルロス・カスティージョ・アルマス元陸軍大佐は、隣国エルサルバドルの首都のサンサルバドルで「グアテマラ反共臨時政府」樹立を正式発表した。
アメリカ合衆国は直ちにこれを承認し、アルマスはアメリカ合衆国及びCIAからのマーチンB-26爆撃機や火砲などの武器援助を受けた傭兵軍を率いてグアテマラ国内への侵攻を始めた。アルベンスは応戦の構えを見せたが、グアテマラ軍の装備が貧弱であった上に、反共的思想を持つ者が大勢を占め容共的なアルベンスに対して反感を覚える者が多かった上に、アメリカ軍や政府との関係も強かった軍部の高級将校の多くはこれを拒否した。軍部からの支持を失ったアルベンスは6月27日に大統領を辞任し亡命した。
その後すぐにアルベンスの行った改革は全て水泡に帰し、再びグアテマラはウビコ時代のようなアメリカ合衆国からの全面的な支援、支持を受けた上での弾圧、独裁政治の時代に戻ってしまった。

### グアテマラ内戦へ
しかし、アルベンスの改革姿勢に共感していた軍の青年将校は軍を離脱し反政府軍を組織し、ジャングルに篭ってゲリラ戦を開始した。その後これらの反政府軍は社会主義政権となったキューバを経由したソビエト連邦からの資金的、軍事的支援を受けて勢力を増し、1960年以降のグアテマラ内戦を巻き起こすこととなった。